# Neolaetana
Neolaetana là một chi bọ cánh cứng trong họ Chrysomelidae.
Chi này được miêu tả khoa học năm 1921 bởi Laboissiere.

## Các loài
Các loài trong chi này gồm:
- Neolaetana amabilis Laboissiere, 1940
- Neolaetana basalis Laboissiere, 1921
- Neolaetana concinna (Weise, 1905)
- Neolaetana magna (Weise, 1904)
- Neolaetana maynei Laboissiere, 1921
- Neolaetana neavei Laboissiere, 1923
- Neolaetana neavei Laboissiere, 1923
- Neolaetana neumanni (Weise, 1907)
- Neolaetana stefaninii Laboissiere, 1927